# Musaranya elefant roquera
La musaranya elefant roquera (Elephantulus rupestris) és una espècie de musaranya elefant del gènere Elephantulus. Viu a Namíbia, Sud-àfrica i possiblement a Angola i Botswana. Els seus hàbitats naturals són els matollars tropicals o subtropicals i les zones rocoses.